# The Telltale Knife (film, 1911)
Pour les articles homonymes, voir The Telltale Knife.
Pour plus de détails, voir Fiche technique et Distribution.
The Telltale Knife est un film muet américain réalisé par William Duncan et sorti en 1911.

## Fiche technique
- Titre : The Telltale Knife
- Réalisation : William Duncan
- Date de sortie : États-Unis : 28 novembre 1911

## Distribution
- Tom Mix : Tom Mason
- Charles Tipton : Tip
- William Duncan : Will Wright
- Myrtle Stedman : Mabel Madden
- Rex De Rosselli : le barman
- Old Blue : le cheval de Tom Mix